# Telesforo Montejo Robledo
Telesforo Montejo y Robledo (Segovia, 5 de enero de 1818-Madrid, 24 de abril de 1896) fue un político español.

## Biografía
Abogado, liberal, participó en todas las acciones en que tuvo intervención el liberalismo (1840-43, 1854, etcétera). Diputado en las Constituyentes de 1869 fue nombrado ministro de Fomento en 1871, bajo la presidencia de Malcampo. Fue posteriormente secretario y vicepresidente del Senado, cuyo reglamento redactó, teniendo vigencia hasta la desaparición de la Cámara Alta.